# В'янення
В'янення або вілт (англ. wilt) — поникнення листя і стебел, обумовлене нестачею води, що спричиняється недостатнім надходженням води або надмірною транспірацією або закупоренням судинно-провідної системи рослин.

## Точки в'янення
Розрізняють дві стадії точки в'янення, а саме: точку тимчасового в'янення (англ. temporary wilting point) та точку незворотного в'янення (англ. permanent wilting point). Точка незворотного в'янення — це вміст води в ґрунті, за якого рослини не отримують достатньої кількості води для забезпечення транспірації й незворотно в'януть. Термін «точка тимчасового в'янення» застосовується для позначення вмісту води в ґрунті, за якого рослина в'яне вдень, але відновлюється вночі. Значення вмісту води у ґрунті між точками тимчасового та незворотного в'янення іноді називається «діапазоном в'янення» (англ. wilting range)

## Збудники в'янення

### Мікроміцети
Є чотири роди мікроміцетів, до яких належать основні збудники в'янення: Ceratocystis (в'янення дуба, какао та евкаліпта), Ophiostoma (в'янення в'яза), Verticillium (широке коло хазяїв) та Fusarium (широке коло хазяїв). На відміну від інших трьох родів, переважна більшість збудників фузаріозного в'янення належать до одного виду F. oxysporum, який містить морфологічно нерозрізнювані патогенні та непатогенні штами. Попри широке коло хазяїв цього виду, окремі штами, як правило, інфікують лише одного або кількох хазяїв.

### Бактерії
Сім родів бактерій містять збудників в'янення: Clavibacter, Curtobacterium, Erwinia, Pantoea, Ralstonia, Xanthomonas та Xylella.

### Ооміцети
Лише один рід ооміцетів, Pythium, містить збудників в'янення.